# شمع (نبات)
شمع أو سابيوم (الاسم العلمي: Sapium)، جنس نباتات مُزهرة من فصيلة اليتوعية. تنتشر أنواعه على نطاق واسع في معظم أمريكا اللاتينية وجزر الهند الغربية. تم إدراج العديد من أنواع العالم القديم سابقًا في جنس سابيوم، ولكن بعض المراجع الحديثة قامة بإعادة توزيع جميع أنواع العالم القديم في أجناس أخرى.
وتعرف أنواعه باسم أشجار الحليب.